# Oti Region
Koordinaten: 8° 0′ N, 0° 12′ O
Die Oti Region ist eine Region in Ghana mit der Hauptstadt Dambai. Ihr Name leitet sich vom Fluss Oti ab, an dessen Unterlauf sie liegt.

## Geografie
Die Region liegt im Osten des Landes und grenzt an die Northern Region im Norden, Togo im Osten, die Volta Region im Süden, die Eastern Region im Südwesten sowie die Bono East Region und die Savannah Region im Westen. Mit einer Fläche von 11.066 km² ist sie im Mittelfeld der Regionen Ghanas, gemessen an ihrer Einwohnerzahl die viertkleinste.
Ein großer Teil ihrer Westgrenze verläuft im Volta-Stausee.

## Geschichte
Historisch bedeutsam ist die alte Handelsstadt Kete Krachi im nördlichen Teil der Region. Als Endpunkt einer Karawanenroute war sie „Umschlagsplatz“ für Sklaven, die von hier ab auf Schiffen an die Küste gebracht wurden. Die alte Stadt fiel jedoch dem Volta-Stauseeprojekt zum Opfer. Das heutige Kete Kratchi ist erst in den 1960er Jahren erbaut.
Kolonialisiert wurde die Region im Gegensatz zum restlichen Ghana ursprünglich nicht von den Briten, sondern von den Deutschen. Von 1884 bis 1918 (faktisch bis 1914) war die Region Teil der Kolonie Deutsch-Togo. So finden sich u. a. in der Stadt Kpandu noch heute Reste deutscher Kolonialarchitektur. Von 1919 bis 1956 war die heutige Voltaregion als Britisch-Togoland ein britisches Völkerbund-Protektorat. Nach einer Volksabstimmung 1956 wurde es 1957 dem neuen Staat Ghana angegliedert.
Die Oti Region gehört zu den sechs im Februar 2019 neu gegründeten Regionen des Landes. Es war ein Wahlversprechen der New Patriotic Party zu den Wahlen 2016, neue Regionen zu schaffen. In einem Referendum vom 27. Dezember 2018 sprachen sich 98,64 % der Abstimmenden für die Bildung der neuen Region aus, sodass sie am 15. Februar 2019 mit dem Constitutional Instrument 112 als Ausgliederung aus der Volta Region gegründet wurde.

## Administrative Gliederung
Die Region gliedert sich in acht Distrikte:
| Distrikt              | Hauptort    |
| --------------------- | ----------- |
| Biakoye               | Nkonya      |
| Jasikan               | Jasikan     |
| Kadjebi               | Kadjebi     |
| Krachi East Municipal | Dambai      |
| Krachi Nchumuru       | Chinderi    |
| Krachi West           | Kete Krachi |
| Nkwanta North         | Kpassa      |
| Nkwanta South         | Nkwanta     |

## Nachweise
1. ↑  Kweku Zurek: Confirmed: Results of the 2018 referendum on now regions, www.graphic.com.gh vom 28. Dezember 2018, abgerufen am 17. Dezember 2019
2. ↑  Oti Region auf ghanadistricts.gov.gh, abgerufen am 17. Dezember 2019
3. ↑  Distriktliste auf ghanadistricts.gov.gh, abgerufen am 17. Dezember 2019